# Kostel svatého Josefa Ženicha v Międzygórzi
Kostel svatého Josefa Ženicha v Międzygórzi je dřevěný římskokatolický farní kostel svatého Josefa Ženicha, postavený v letech 1740–1742, nacházející se v obci Międzygórze.
Je to jeden ze čtyř dochovaných dřevěných kostelů v Kladsku. Ostatní se nacházejí v obcích Kamieńczyk, Nowa Bystrzyca a Zalesie. Do roku 2001 byl jediným dřevěným kostelem v Sudetech s břidlicovou střechou.

## Historie
Dřevěný kostel v Międzygórzi byl vystavěn v centru obce v letech 1740–1742 jako hřbitovní kostel. Na výstavbě se podíleli místní stavitelé Friedrich Knietig z Wilkanowa a Heinrich Ludwig z Pławnice, kteří se inspirovali sakrální cihlovou architekturou z Kladska. V letech 1790–1792 byl renovován sanktusník a v druhé polovině 19. století byl přestavěn strop kněžiště; tehdy byl vytvořen i současný dekorativní interiér kostela. V roce 1924 tesař Ignatz Herfort pravděpodobně přestavěl strop lodi a zhotovil novou střechu, která byla pokryta břidlicí. Použité břidlicové desky o rozměrech přibližně 1 m² pocházely z jediného kamenolomu šedé břidlice v Sudetech, poblíž Jarnołtóweka. V roce 2001 byla ze střechy a sanktusníku břidlice odstraněna a na její místo byl položen šindel. V roce 2013 byla rekonstruována vnější fasáda.

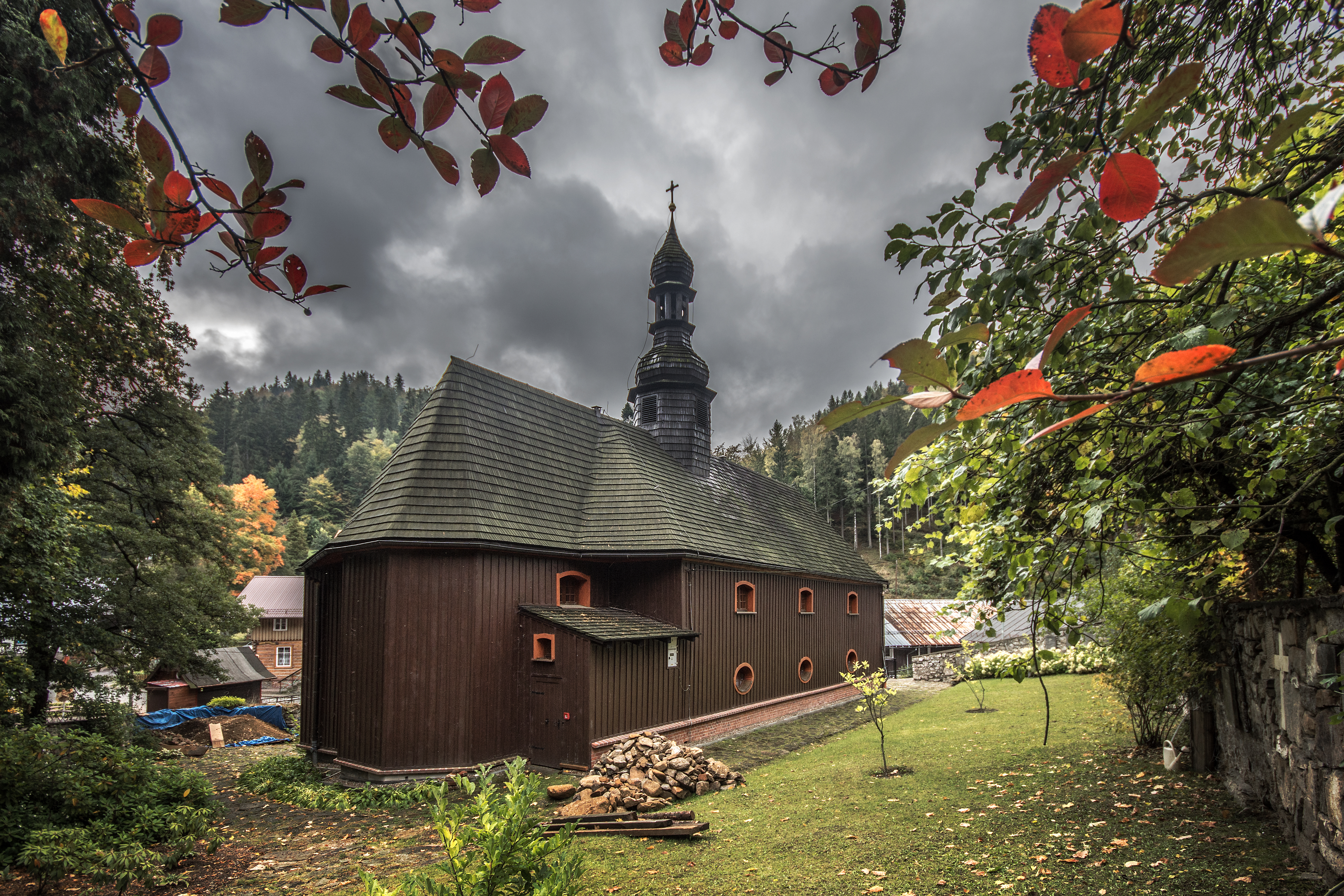
Zadní průčelí
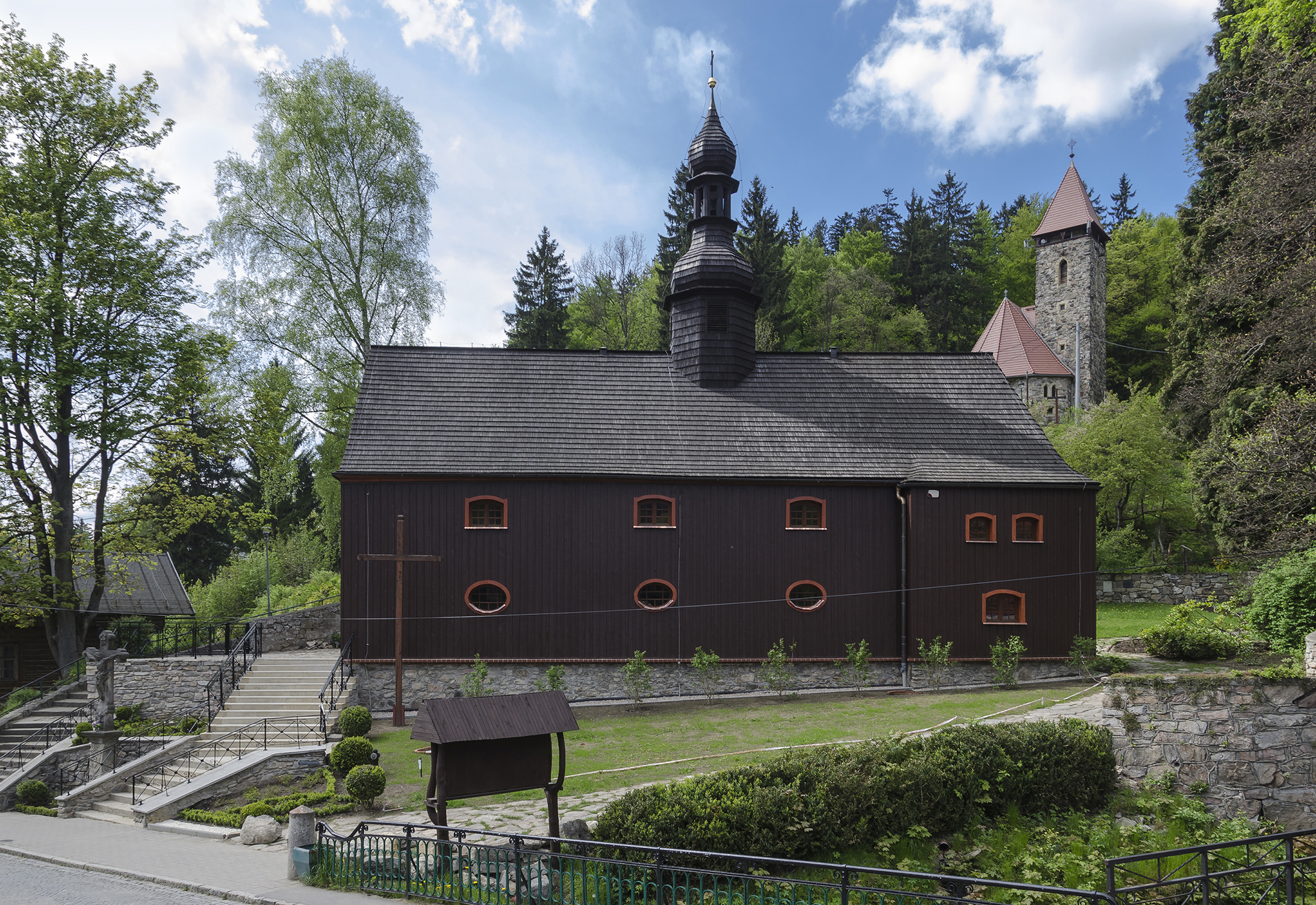
Jižní průčelí
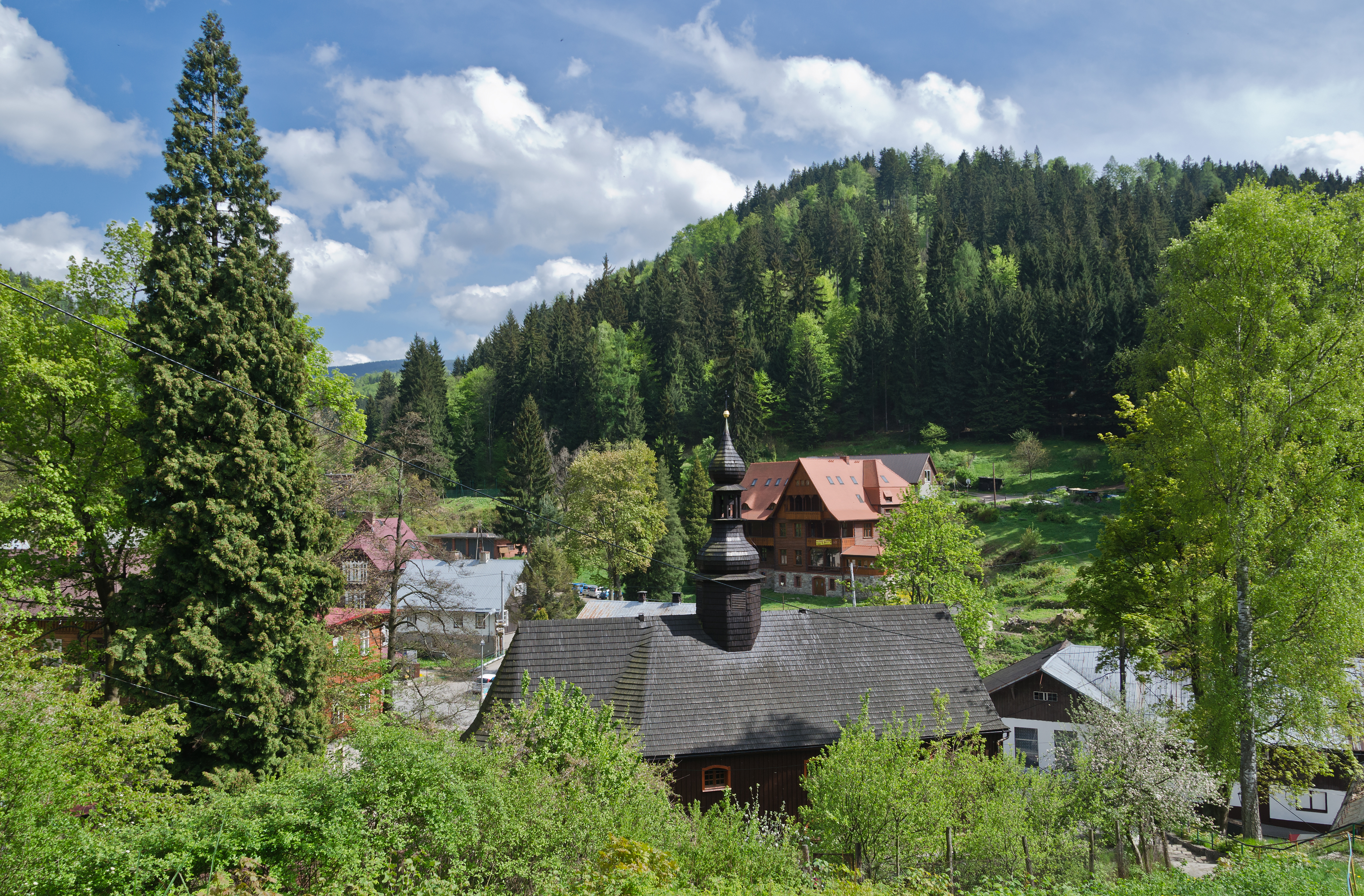
Celkový pohled

## Architektura a vybavení
Jedná se o dřevostavbu s roubenou konstrukcí. Neorientovaný kostel nemá věže, je jednolodní, s užším kněžištěm ze tří stran uzavřeným, s boční sakristií. U vchodu se nachází veranda. Kostel je zastřešen jednohřebenovou šindelovou střechou s osmibokým sanktusníkem se skeletovou konstrukcí, zakončenou cibulovitou bání s lucernou a křížem. Na svisle obložených stěnách se nachází dvě řady oken.
Uvnitř nad lodí se nachází trámový strop s horním trámem, s rohovými zkosenými trámy a ozdobným uspořádáním rybích skluzavek. Interiér je obílený a zdobený zlatou, geometrickou stopou. Presbytář je zastřešen kazetovým stropem s profilovanými lištami, basreliéfními rozetami a malířskou výzdobou na modrém pozadí. Hudební chór a boční ochozy jsou spojené dekorovanou balustrádou členěnou na čtvrtě, které rovněž jsou zdobené basreliéfy.
Nejdůležitější vybavení kostela tvoří:
- socha Svaté rodiny na příčném trámu od Michała Ignacyho Klahra,
- hlavní oltář z roku 1740 s obrazem sv. Josefa a Ježíška v retabulu v podobě listové kytice od Hieronyma Richtera,[1]
- boční oltář Matky Boží s dítětem s barokní mensou z 2. poloviny 19. století,
- dřevěná kazatelna s obrazy evangelistů a barokním baldachýnem, v jehož zakončení se nachází desky s 10 přikázáními, z roku 1908,
- varhanní skříň a křtitelnice z 2. poloviny 19. století zhotovené ve stylu historismu,
- křížová cesta založená v 18. století jako votivní dar lidí žádajících o déšť, když po dobu tří měsíců nepršelo,[1]
- četné sochy a malby zhotovené v období od 18. století do počátku 20. století.

## Okolí
Ve zdi obklopující chrám jsou náhrobní desky. Před kostelem stojí kamenná barokní socha Ukřižování z roku 1781.

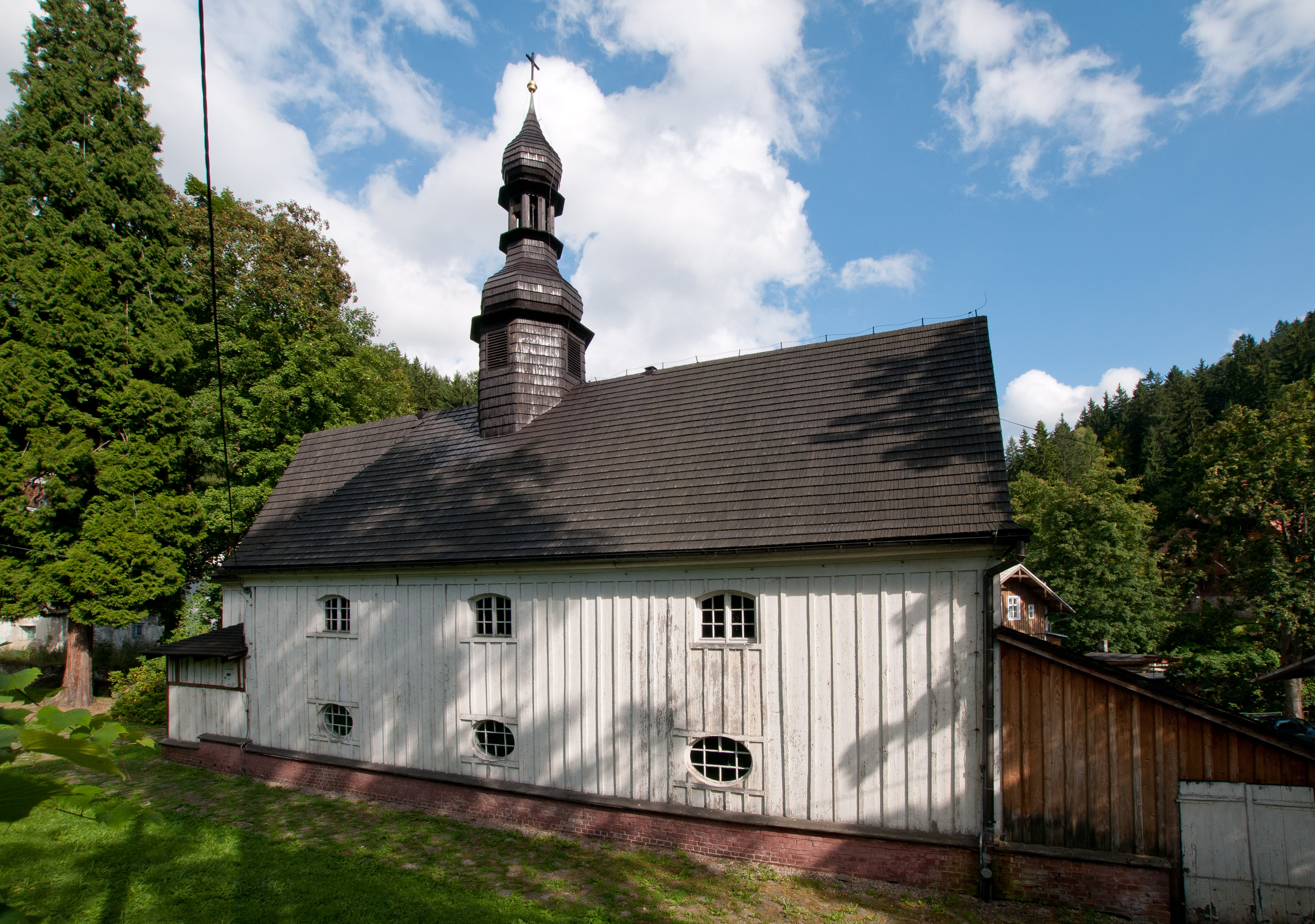
Severní průčelí, před rekonstrukcí v roce 2013
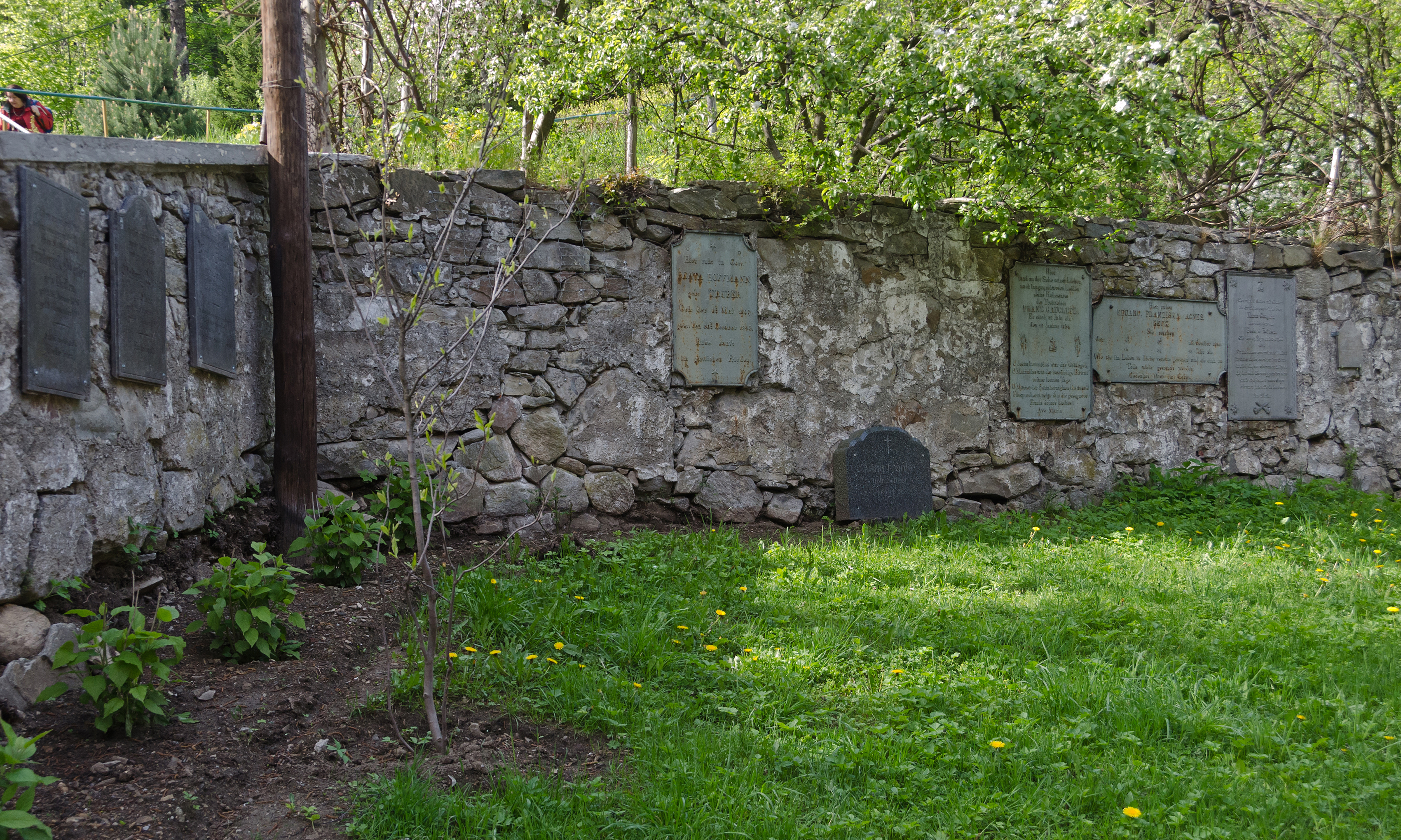
Okolí: náhrobky ve zdi
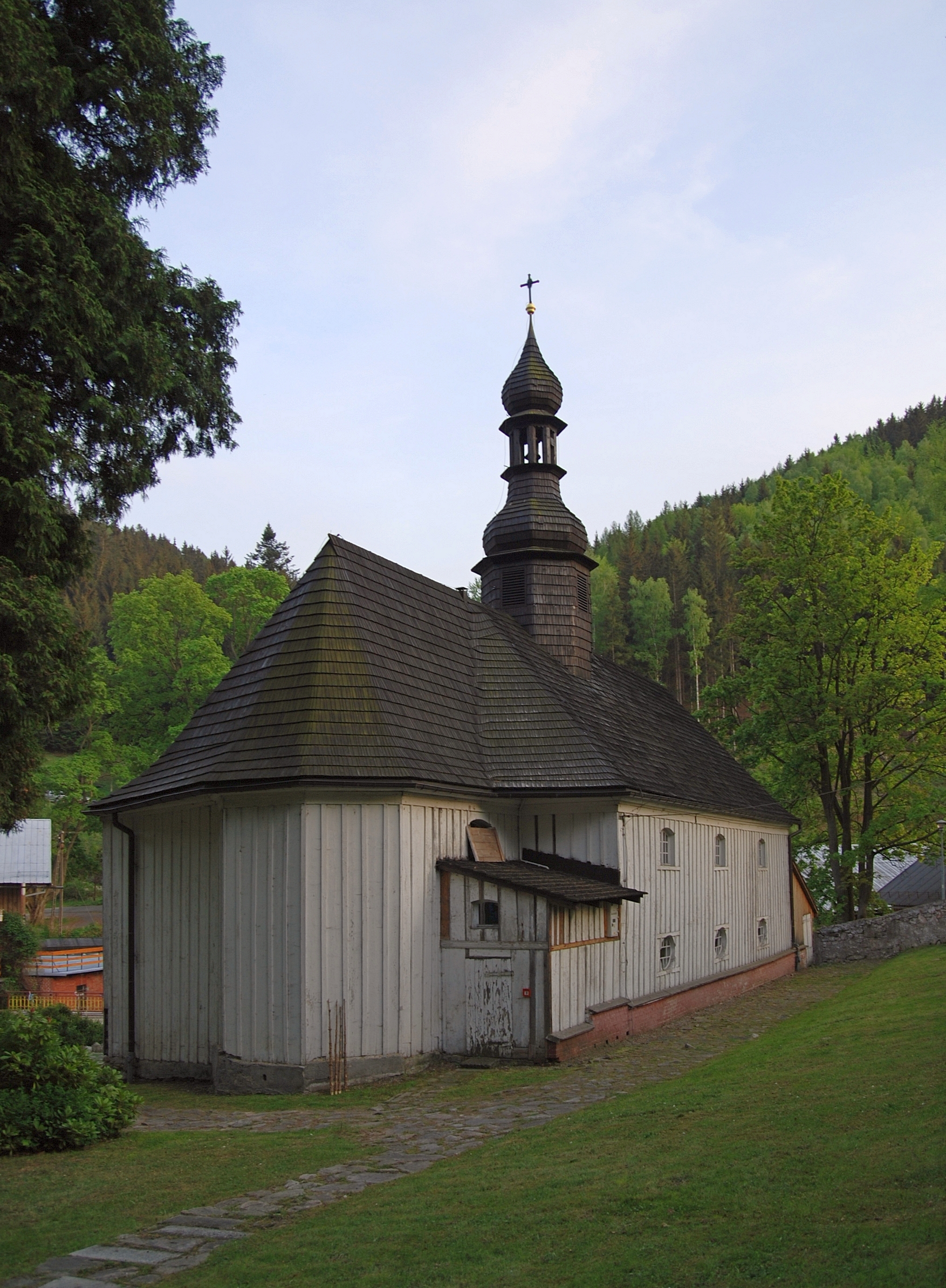
Zadní fasáda před rekonstrukcí v roce 2013